# Balduino I de Ramla
Balduino I (fallecido en 1138) fue el castellano y señor de Ramla en el Reino de Jerusalén desde 1106 hasta su muerte. En 1120 participó en el Concilio de Nablus. En 1126, la castellanía, que también controlaba los alrededores fue dado en feudo al conde de Jaffa. En 1134, Jaffa fue confiscada por el rey después de la rebelión de Hugo II y Ramla fue dado a Balduino, para mantenerlo en el condado de Jaffa.
Balduino ha sido identificado con Balduino de Hestrut, un caballero que aparece en el Oriente latino por primera vez entre 1102 y 1105. La desaparición repentina de Balduino después de esta fecha puede atribuirse a recibir la castellanía de Ramla y adoptarla como su apellido.
Con su esposa Estefanía de Nablus, Balduino tuvo dos hijos:
- Renier
- Helvis, se casó (probablemente en 1120, alrededor y después de 1122) con Barisán de Ibelín, luego (1151) con Manasés de Hierges